# هجرس رولواي
هجرس رولواي (الاسم العلمي:Cercopithecus roloway) (بالإنجليزية: Roloway Monkey)‏ هو نوع من الحيوانات يتبع جنس الهجرس من فصيلة سعادين العالم القديم.